# تجمع مرير (رماة)

تعديل مصدري - تعديل

تجمع مرير هي إحدى قرى عزلة رماة بمديرية رماة التابعة لمحافظة حضرموت، بلغ تعداد سكانها 55 نسمة حسب تعداد اليمن لعام 2004.